# Cybele Andrianou
Cybele Andrianou (en griego: Κυβέλη Ανδριανού; 13 de julio de 1888-26 de mayo de 1978), también conocida por su nombre artístico Cybele (en griego: Κυβέλη), fue una actriz griega.
Nació el 13 de julio de 1888 en Esmirna, hija de una pareja de solteros, pasó los dos primeros años de su vida en un orfanato de Atenas.[cita requerida] A los dos años y medio fue adoptada por Anastasis y Maria Andrianou. La familia de un famoso abogado ateniense de la época, que acababa de perder a su único hijo, ayudó económicamente a los padres adoptivos de Cibeles. En 1901, a la edad de 13 años, recibió su primer premio por su interpretación teatral.
En Pagrati Grove, en Atenas, hay una estatua en su honor.

## Carrera
Cybele fue una de las principales actrices de Nea Skini de 1901 a 1906. Allí tuvo la oportunidad de interpretar los únicos papeles de su vida basados en la tragedia griega antigua: Alcestis, de Eurípides, y Antígona, de Sófocles. Más tarde se dio a conocer por sus interpretaciones en obras de León Tolstoi, Carlo Goldoni y Henrik Ibsen. En 1908, trabajó por primera vez con Gregorios Xenopoulos, que le escribió la obra teatral The Red Rock (Ο Κόκκινος Βράχος), basada en su novela corta del mismo nombre. La obra tuvo un gran éxito, y el grupo teatral de Cybele la repitió durante muchos años. Xenopoulos siguió escribiéndole al menos una obra al año, hasta 1925. Cybele también trabajó con Pantelis Horn (padre de Dimitris Horn) de 1910 a 1934. En 1932, se unió a Marika Kotopouli, su "enemiga escénica", para competir en el recién fundado National Theater de Grecia. Tras la invasión alemana, huyó junto con su esposo, George Papandreou, y el gobierno y la familia real griegos a Oriente Próximo. Tras la guerra, regresó a Grecia e interpretó varios papeles en el Teatro Nacional, acompañada por Ellie Lambeti, Dimitris Horn, Mitsos Myrat y otros actores y actrices famosos. El verano de 1951 hizo su única aparición en una comedia griega antigua, en Lisístrata, de Aristófanes. Cybele sólo apareció en dos películas a lo largo de su carrera, en 1933 y 1956.

## Vida personal
El primer esposo de Cybele fue Mitsos Myrat, con quien siguió trabajando en los escenarios tras su divorcio. Tuvieron dos hijos: un hijo, Alexandros "Alekos" y una hija, Miranda (también llamada Miranta) (1906-1994). Más tarde se casó con un importante hombre de negocios, Kostas Theodoridis. Tuvieron una hija, Aliki. Su tercer esposo fue George Papandreou, posteriormente Primer Ministro. Tuvieron un hijo, Georgios. Cuando Cybele murió, en 1978, a los 89 años, tenía 4 hijos, 3 nietos, 6 bisnietos y 5 tataranietos. La hija de Miranda, Kyveli Theohari, también fue actriz. La actriz Rita Myrat (de soltera Tarsouli) era su nuera y esposa de su hijo Alekos.